# Кульзеб (Чародинский район)
Кульзеб — упразднённое село в Чародинском районе Дагестана. На момент упразднения входило в состав Ценебского сельсовета. Исключено из учётных данных в 1947 г.

## География
Располагалось на правобережном склоне долины реки Каракойсу, в верховье безымянного ручья впадающего в реку, в 1,5 км к северe-северо-востоку от села Ценеб.

## История
До вхождения Дагестана в состав Российской империи селение Кульзеб входило в состав вольного общества Мукратль. Затем в Ценебское сельское общество Тлейсерухского наибства Гунибского округа Дагестанской области. В 1895 году селение состояло из 55 хозяйств. По данным на 1926 год село состояло из 55 хозяйств. В административном отношении входил в состав Магарского сельсовета Чародинского района. С 1934 года в составе Ценебского сельсовета. В начале 1930-х организован колхоз имени К.Маркса.
В 1944 году, после депортации чеченского населения с Северного Кавказа и ликвидации ЧИАССР, все население сел Кульзеб и Шугинуб переселено в село Исай-Юрт вновь образованного Ритлябского района, которое в свою очередь было переименовано в Кульзеб.
Постановлениями ПВС ДАССР от 10 марта 1945 года и 8 января 1947 года село Кульзеб ликвидировано в связи с переселением.
В 1957 году, в связи с восстановлением ЧИАССР, кульзебцы вновь были переселены во вновь образованный переселенческий посёлок на территории Кизилюртовского района, который получил название село Кульзеб.

## Население
| Год       | 1895 | 1908 | 1926 | 1939 |
| --------- | ---- | ---- | ---- | ---- |
| Население | 274  | 267  | 223  | 162  |

По переписи 1926 года в селе проживало 223 человека (101 мужчина и 122 женщины), из которых: аварцы — 100 %. Кроме того 25 человек числились в отходниках.